# Luigi Guglielmo Carletti
Luigi Guglielmo Benvenuto Carletti (Cremona, 1844 – Torino, 1894) è stato un militare italiano, volontario garibaldino.

## Biografia
Nacque il 9 novembre 1844 nel quartiere di Santa Sofia, in piazza Piccola, oggi denominata piazza Stradivari.
In quegli stessi anni il padre Alfonso (vedi famiglia), negoziante pizzicagnolo, fu annoverato fra le 183 personalità più ragguardevoli della città di Cremona. Tale contesto familiare e l'approccio agli studi favorirono in Luigi la maturazione di un'ottica critica e illuminata; sospinto da grandi ideali decise di arruolarsi, ancora adolescente, come soldato volontario nel Regio Esercito.
Destinato alla 17ª Divisione Esercito Meridionale (o Armata del Sud) partecipò alla campagna militare del 1860/61, condotta da Giuseppe Garibaldi, che sancì la trasformazione del Regno di Sardegna in Regno d'Italia e incoronò Vittorio Emanuele II primo re.
Il 4 luglio 1867 Luigi Carletti fu decorato con brevetto numero 15628. Nell'ottobre dello stesso 1867 fu di nuovo ad arruolarsi come volontario garibaldino nella spedizione alla conquista di Roma. Membro della colonna Salomone (3º battaglione, 3ª compagnia) prese parte alla battaglia di Monterotondo, uno scontro armato tra le truppe garibaldine, in marcia verso Roma, e le truppe pontificie di stanza a Monterotondo. Lo scontro a fuoco terminò con la vittoria dei garibaldini.
Nove giorni più tardi prese parte alla battaglia di Mentana, sempre nel Lazio. In quest'occasione l'evento bellico vide i volontari garibaldini scontrarsi con le truppe pontificie coadiuvate da un battaglione francese.
Al termine delle ostilità rientrò nel territorio cremonese dove nel 1869 sposò Giovanna Paloschi. Dal loro matrimonio nacquero i figli Ottorino (1873) e Guido (1876).
Fu quindi insignito della menzione onorevole della “Società dei Reduci garibaldini” per la quale svolse l'incarico di Consigliere e Cassiere tra il 1879 e il 1880.
Nel gennaio 1891 si trasferì a Torino, città in cui i figli studiarono presso la Regia Militare Accademia. Morì a Torino tre anni più tardi per cause naturali.
Entrambi i figli intrapresero la carriera militare raggiungendo il grado di Generale del Regio Esercito Italiano. Al termine della prima guerra mondiale il primogenito Ottorino, contraddistintosi sul campo, rivestì incarichi di responsabilità come funzionario politico; dal 1929 fu inoltre Senatore del Regno d'Italia.